# オーランド・ピタ
オーランド・ピタ（Orlando Pita）はヘアスタイリスト。
1962年、キューバで生まれる。5歳でニューヨークに、21歳でパリに渡り、3年間の在仏期間にロンドンコレクションのジョン・ガリアーノ、パリコレのヨージ・ヤマモトなどのショーでヘアを手がける。
現在はニューヨークを拠点にディオールやエミリオ・プッチ、クロエなど名だたるメゾンのショーにおいてヘアを担当する一方、マドンナやグウィネス・パルトロウ、ジェシカ・アルバ、ジュリアン・ムーアなど、ハリウッドセレブのお気に入りのヘアスタイリストでもある。
2006年1月からは、ヴィダルサスーンのクリエイティブ・エキスパートに就任している。